# Psellogrammus
Psellogrammus is een monotypisch geslacht van straalvinnige vissen uit de familie van de karperzalmen (Characidae).

## Soort
- Psellogrammus kennedyi (Eigenmann, 1903)